# Half-smoke

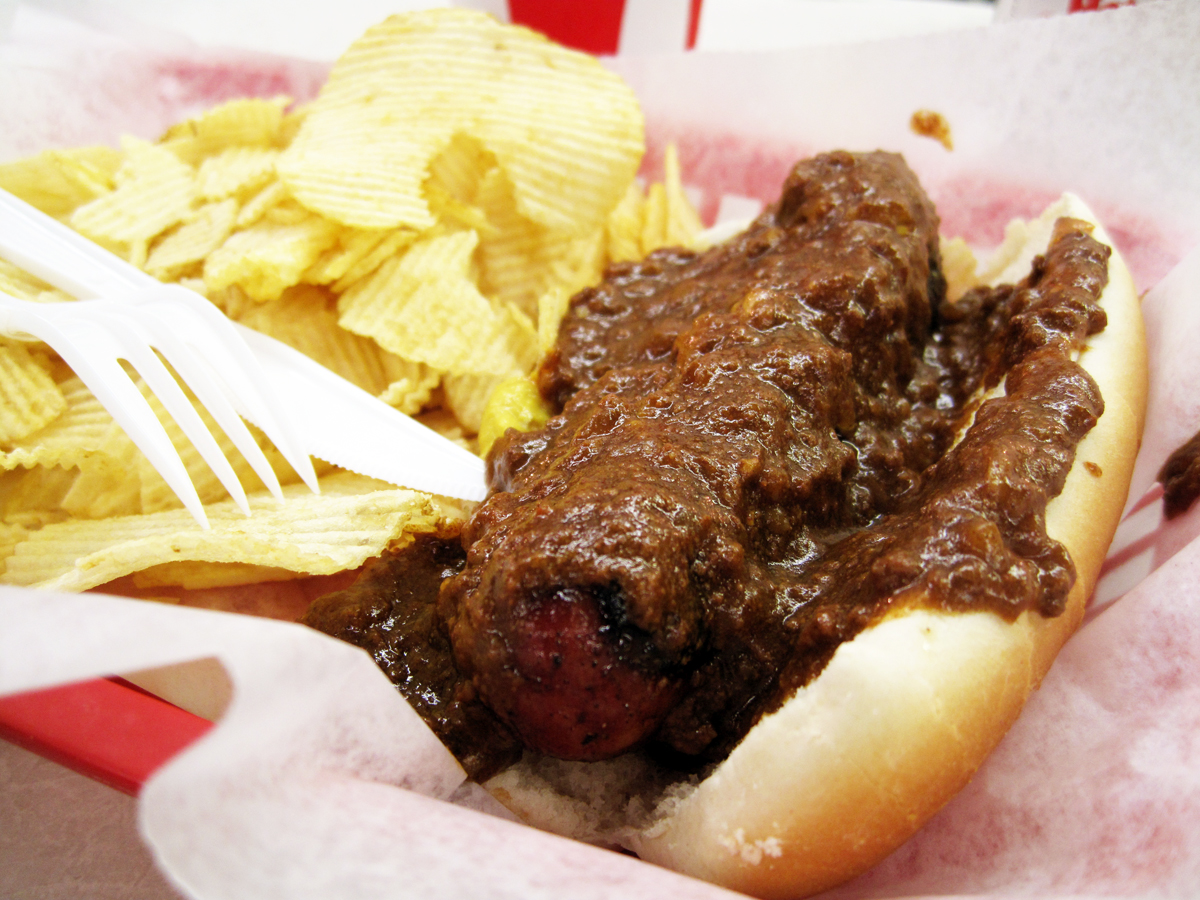
Chili half smoke.

Half-smoke es una preparación local de los alrededores de Washington D. C. y que se considera una variante de hot dog dentro del ámbito de la cocina estadounidense. Aunque es similar a los hot dog suele poseer una salchicha más larga, más especiada, elaborada con carne picada mitad de carne de cerdo y vacuno y con aromas ahumados. Es característico que se sirva con una salsa densa de hierbas mezclada con una salsa de chili, cebollas.  Además de poseer hierbas en su confección. 

## Historia
La denominada "original" half-smoke se considera como la salchicha distribuida por los empaquetadores de D.C.'s Briggs and Co., cuyo origen se remonta a los años 1950. La invención se asigna a Raymond Briggs que comenzó a vender sus half-smokes cerca de 1930. Por alguna razón Briggs alcanzó a vender sus salchichas a otros distribuidores de carne.

## Características
La etimología inglesa de la palabra "half-smoke" (en español 'mitad ahumada') indica que la composición (mitad carne de cerdo y vacuno) y que se prepara con carne ahumada finamente picada.  Una half-smoke puede estar elaborada 100% de carne de vacuno y suele ser escaldada en lugar de ahumada. Otra explicación para la denominación es que en algunos lugares se suele cortar la salchicha por la mitad al ser prparada en barbacoa. Otra zona de preparaciones de half-smokes es el Weenie Beenie en el Sur de Arlington ubicado cerca del W&OD trail.  Fundado en el año 1950, en épocas anteriores a Ben's Chili Bowl y que fue la inspiración de la canción de los Foo Fighters titulada "Weenie Beenie".